# Pavel Lion
Pavel Lion (24. července 1930 Příbram – okolo 12. října 1944 Auschwitz-Birkenau) byl chlapec židovského původu a autor, který byl v roce 1941 internován v Terezínském ghettu, kde se proslavil zejména tvorbou časopisu Rim Rim Rim.

## Biografie

### Dětství
Pavel byl synem lékaře Bedřicha Liona a Růženy Lionové (za svobodna Schmolkové). V roce 1935 se Lionům narodil Pavlův mladší bratr Jiří. Většinu života strávil v Příbrami, kde s rodinou bydlel na adrese: Na Valešince 159/2, později Příbram – Fibichova 401/2.
V roce 1936 nastoupil do Cvičné školy v Příbrami, kde absolvoval první, druhou a třetí třídu. V roce 1939 Pavla opouští jeho otec Bedřich a utíká do Britské Palestiny. Růžena Lionová se proto s oběma syny rozhodne přestěhovat do Karlína. Pavel začal docházet do místní chlapecké školy v ulici Peckova. Karlín Pavla výrazně ovlivnil v jeho následující tvorbě. Inspiroval ho například v jeho kresbách, článcích či vyprávěních (například jeho příběh: Klub pěti terciánů).

### Terezín
14. prosince 1941 byl Pavel i s jeho matkou Růženou a bratrem Jiřím převezen Transportem M, č. 27 do Terezína. V terezínském ghettu se dostal na Domov č. 7 („sedmička“) v budově L 417. Chlapci na sedmičce si říkali Nešarim (hebrejsky Jestřábi).

### Rim Rim Rim
V domově L 417 vycházelo mnoho chlapeckých časopisů, mezi nejznámější patří Vedem, který vedl Petr Ginz z „jedničky“. I na „sedmičce“ začali vznikat časopisy List sedmičky a Nešarim. 25. února 1944 vyšlo první číslo časopisu Rim Rim Rim, jehož byl Pavel šéfredaktor. Společně s ním založili časopis Pavel Heller (šéfredaktor), Pavel Götzlinger a Jan Herman. Časopisy mezi sebou zápasili o čtenáře i přispěvatele. Rivalita byla patrná hlavně mezi Rim Rimem a Nešarem. Rim Rim Rim tento konflikt nakonec vyhrál a šéfredaktor Nešarimu Pavel Weiner se přidal k redakci Rim Rimu, který se tak stal jediným časopisem na Domově 7.
Celkem vyšlo 21 čísel včetně speciálních čísel týkajících se transportů. Časopis měl fungovat jako týdeník, ale ne vždy se ho podařilo publikovat včas. Časopis byl formátu A5 a měl mezi 10 a 20 stranami, celkem vyšlo 362 stran. Časopis byl vydáván na psacím stroji, (při poruše stroje vyšlo několik rukou psaných čísel) a tiskl ho vězeň Oskar Mautner v Magdeburské tiskárně, kde se tiskly denní rozkazy.
Časopis tvořili: příběhy na pokračování, povídky, sportovní zpravodajství, a tematické rubriky (přírodní, technická, osobnostní a rubrika Časy před Terezínem). Též v něm vycházely texty, prostřednictvím kterých se kluci loučili s těmi, jež byli deportováni na východ.
| „                                                      | Nemám slova, kterými bych řekl to, co cítím, když mi odjíždíte, kamarádi, s kterými jsem žil skoro dva roky. Chci Vám říct jen to, že i když dnes odjíždíte, zůstaneme nadále spjati poutem kamarádství a že jednou se sejdeme a vy budete něco potřebovat, pak vám vždy ostatní členové domova ‚Nešarim‘ pomohou, neboť jsme jako jedna rodina. Doufejme, že nás opět Prozřetelnost spojí a že budeme žít opět spolu ale volněji. | “ |
| — Pavel Lion, ukázka ze speciálního čísla Rim Rim Rim. | |   |

### Smrt
Pavel Lion byl 12. října 1944, společně se svou matkou a bratrem převezen transportem Eq, č. 406 do Osvětimi. Přesné datum jeho smrti je sporné, ale s nejvyšší pravděpodobností k ní došlo mezi 12. a 14. říjnem. Společně s ním byli zavražděni i jeho matka a bratr.

## Pavel Lion v knihách
Postava Pavla Liona se vyskytuje ve dvou knihách Františka Tichého.

### Transport za věčnost
V knize Transport za věčnost je Pavel okrajovou postavou. Vystupuje zde jako kamarád Petra Ginze. V knize je Pavlův otec členem židovské samosprávy města, a díky tomu dokáže Pavel hlavní postavě, Janu Kratochvílovi (smyšlenému synovi Jana Josefa Kratochvíla) zajistit tzv. Essen kartu.

### Labyrint nedokončených setkání
V knize Labyrint nedokončených setkání je Pavel jednou z hlavních postav. Kniha se střídavě odehrává v roce 1944 a 2018. V Pavlově dějové lince sledujeme, jeho život v Terezíně, jak Pavel vydává časopis, a jak se stará o svého o 2 roky mladšího bratra Františka (postava Františka je smyšlená, Pavlův skutečný bratr Jiří byl o 5 let mladší). Z Terezína se mu nakonec podaří utéct za účelem najít bratrovy léky na zápal plic.